# Evolution (serie animata)
Evolution (Alienators: Evolution Continues, noto come Evolution: the Animated Series nel Regno Unito) è una serie animata statunitense basata sul film Evolution. Prodotta da The Montecito Picture Company e DiC Entertainment e distribuita da DreamWorks e Columbia Tristar Television, viene trasmessa dal 15 settembre 2001 su Fox Kids.

## Trama
La serie ha le stesse premesse del film. Un meteorite si schianta nel deserto dell'Arizona: esso trasporta organismi extra-terrestri che si evolvono molto velocemente in creature mostruose, i Genus, guidati da un umanoide di nome Scopes. Una squadra di scienziati, gli Alienators, deve eliminare questi alieni prima che distruggano la vita sulla Terra.

## Personaggi
- Ira Kane: Biologo affascinato dalle scoperte scientifiche, è il leader della squadra. Inventa sempre lui i nuovi composti che permettono di eliminare gli alieni, contrastando le immunità che questi ottengono evolvendosi. Ama la scienza più di ogni altra cosa, infatti capita spesso che, nel bel mezzo della battaglia, si metta a filmare gli alieni e faccia discorsi scientifici prolissi che sembrano conferenze. Nonostante la sua grande intelligenza scientifica, è anche molto simpatico ed è sovente fare battute, specie nei confronti del generale Woodman. In più di un'occasione Ira ha dimostrato di essere pronto a sacrificare la vita per poter compiere il suo dovere, spesso all'insaputa della squadra per non metterli in pericolo. Harry, infatti, lo definisce l'uomo più coraggioso che conosca.
- Harry Block: Allenatore e geologo che ascolta sempre tutti i punteggi sportivi alla radio, adora allenare la squadra delle donne. La sua arma prescelta è il Devolver, una sorta di fucile che spara i composti al selenio che Ira inventa. Amico di vecchia data di Ira, Harry è a sua volta un tipo molto simpatico, anche se la sua fissazione per lo sport a volte è eccessiva.
- Lucy Mai: Una luogotenente dura e aggressiva allenata insieme ai Berretti Blu delle Forze Speciali. Abile combattente, usa sempre un bastone estensibile come arma per farsi largo tra i nemici ed è solita fornire alcuni dispositivi militari particolari che in diverse situazioni hanno risolto casi critici. Nonostante sia costantemente dura e seria, ha una vera e propria passione per i musical di Broadway, tanto da aver trascinato Ira a vedere tutti quelli disponibili in un giorno solo quando sono stati a New York. Si arrabbia facilmente, soprattutto con Ira ed Harry, mentre tratta Wayne con più gentilezza, come fosse una sorta di fratello minore. Crede che sia necessario fare solo quello che viene riportato nei manuali, ma col tempo inizia ad aprirsi di più e a cambiare atteggiamento, preservando comunque il suo temperamento militare. Si affeziona molto a tutti membri della squadra.
- Wayne Grey: Pompiere in addestramento, ha diciassette anni. È il primo umano ad essere infettato dal DNA alieno. Si sottopone lui stesso all'infezione, in modo da salvare centinaia di migliaia di persone dal rischio di una contaminazione aliena usando i suoi anticorpi per creare un antidoto. Ragazzo di grande cuore, si affeziona molto a GASSIE, con cui vive anche al di fuori delle missioni. Wayne adora modificare l'autopompa degli Alienators, dotandola sempre di nuovi marchingegni molto utili. Durante la serie riesce ad entrare nei vigili del fuoco, ma poi decide di mettere temporaneamente da parte il suo sogno finché la minaccia aliena non sarà stata debellata totalmente. È molto legato a tutta la squadra e considera Ira come una sorta di secondo padre.
- Russell Woodman: Pomposo generale che assegna le missioni agli Alienators. Non esita mai a criticarli tutti e a cercare dei modi per smantellare la squadra, ritenendo il gruppo ben poco serio e tutt'altro che adatto a proteggere il pianeta dagli alieni. Proprio per questo ha lui stesso assegnato Lucy Mai alla squadra, in modo da avere qualcuno che li tenga in riga in sua assenza. Oggetto delle sue infinite critiche è soprattutto Ira Kane, il cui comportamento ironico e le cui battute lo mandano su tutte le furie. I loro litigi sono onnipresenti nella serie, ma, nel corso del tempo, riescono a maturare un forte rispetto reciproco. Russell è stato uno scout da ragazzo e aveva ottenuto tutte le medaglie, tranne quella in Scienze. In una missione a Parigi si ritrova a dover seminare gli alieni nei sotterranei di una metropolitana insieme ad Ira, infortunato ad una gamba. Quando sembra che per i due sia giunta la fine a causa di Scopes, il generale dice ad Ira che è stato un onore affrontare il pericolo con lui. Russell sarà fondamentale nella vittoria finale contro gli alieni, impedendo al generale Granger di causare una catastrofe planetaria mentre gli Alienators sconfiggono definitivamente Scopes e gli alieni rimasti.
- GASSIE:Acronimo di "Genetically Altered Symbiotic Stasis in Evolution" (Stasi simbiotica geneticamente modificata in evoluzione). Era una cellula aliena neutralizzata da Ira. Si evolve in Gassie, una creatura viscida che si comporta come un cane, e può trovare gli altri Genus. Quando fiuta un alieno emette un fetore tremendo. Nonostante questo difetto, Gassie è molto amichevole con tutti i membri della squadra, come una sorta di cane e mascotte del gruppo. Si lega soprattutto a Wayne, con cui vive anche al di fuori delle missioni.
- Scopes: Capo dei Genus, è molto intelligente e vuole conquistare l'universo. Talvolta si evolve in diverse creature, ma di solito mantiene un aspetto umanoide. Ogni volta che viene distrutto riesce sempre a riemergere e viene sconfitto solo alla fine della serie, quando verrà distrutto anche l'ultimo organismo alieno che è in grado di riprodurlo. Scopes comunica quasi sempre solo con Ira, ribadendo costantemente la superiorità assoluta degli alieni sugli umani e la loro inferiorità. Sconfitta dopo sconfitta, però, impara a non sottovalutare il biologo e ciò lo spinge a trovare piani sempre più elaborati per vincere. Sfrutta il generale Granger per i suoi scopi, fingendosi suo sottoposto, ma in realtà Granger viene completamente ingannato dall'alieno, ben più astuto di lui.

## Episodi
| N° | Titolo originale             | Titolo italiano                 | Prima TV Stati Uniti |
| -- | ---------------------------- | ------------------------------- | -------------------- |
| 1  | Survival: Part 1             | Minaccia aliena                 | 15 settembre 2001    |
| 2  | Survival: Part 2             | La sfida del Genus              | 22 settembre 2001    |
| 3  | Survival: Part 3             | Gli Alienators                  | 29 settembre 2001    |
| 4  | Don't Drink the Water        | Contaminazione                  | 6 ottobre 2001       |
| 5  | Slick                        | Terrore alle Galapagos          | 13 ottobre 2001      |
| 6  | Swarm                        | Lo sciame                       | 20 ottobre 2001      |
| 7  | Fire and Ice                 | Fuoco e ghiaccio                | 27 ottobre 2001      |
| 8  | Meltdown                     | Fusione nucleare                | 3 novembre 2001      |
| 9  | Junkyard Dogs                | All'ultimo minuto               | 10 novembre 2001     |
| 10 | French Underground           | Incubo sotterraneo              | 17 novembre 2001     |
| 11 | Runaway Strain               | Virus Letale                    | 1º dicembre 2001     |
| 12 | Dead Wayne Cells             | I mille volti della paura       | 8 dicembre 2001      |
| 13 | Roman Holiday                | Vacanze romane                  | 9 febbraio 2002      |
| 14 | To Carthage Then I Came      | Morte nel deserto               | 16 febbraio 2002     |
| 15 | Year of the Genus            | Un Capodanno esplosivo          | 23 febbraio 2002     |
| 16 | Hot Java                     | L'isola della paura             | 2 marzo 2002         |
| 17 | Ira Knows Best               | Un tranquillo week-end di paura | 9 marzo 2002         |
| 18 | Itching for the Genus        | Offresi Alienators              | 16 marzo 2002        |
| 19 | Genus in Your Tank           | Metti un Genus nel motore       | 23 marzo 2002        |
| 20 | Cradle Will Fall             | Chi vigila sui vigili?          | 30 marzo 2002        |
| 21 | Head Case                    | Strada senza uscita             | 4 maggio 2002        |
| 22 | End Game                     | L'ultima sfida di Scopes        | 11 maggio 2002       |
| 23 | General Disorder             | Poche ore per una vita          | 18 maggio 2002       |
| 24 | REAPER: Part 1 - Countdown   | Conto alla rovescia             | 8 giugno 2002        |
| 25 | REAPER: Part 2 - The Ark     | Un'arca in pericolo             | 15 giugno 2002       |
| 26 | REAPER: Part 3 - Alpha Omega | Scontro finale                  | 22 giugno 2002       |

## Doppiaggio
| Personaggio     | Doppiatore originale | Doppiatore italiano |
| --------------- | -------------------- | ------------------- |
| Ira Kane        | Kirby Morrow         | Vittorio Guerrieri  |
| Wayne Green     | Andrew Francis       | Simone Crisari      |
| Harry Block     | Cusse Mankuma        | Roberto Draghetti   |
| Lucy Mai        | Akiko Morison        | Barbara De Bortoli  |
| Russell Woodman | John Payne           | Fabrizio Temperini  |